# Collegio plurinominale Campania 2 - 01 (2020)
Il collegio elettorale plurinominale Campania 2 - 01 è un collegio elettorale plurinominale della Repubblica italiana per l'elezione della Camera dei deputati.

## Territorio
Come previsto dalla legge n. 51 del 27 maggio 2019, il collegio è stato definito tramite decreto legislativo all'interno della circoscrizione Campania 2.
Il collegio comprende la zona definita dai tre collegi uninominali Campania 2 - 01 (Aversa), Campania 2 - 02 (Caserta) e Campania 2 - 03 (Benevento) quindi quindi le intere province di Caserta e di Benevento.

## XIX legislatura

### Risultati elettorali
|                               | Fratelli d'Italia                                       | 92 408  | 18,97 | 1 | 181 150 | 37,19 | 3 |  |  |
|                               | Forza Italia                                            | 50 269  | 10,32 | – | 181 150 | 37,19 | 3 |  |  |
|                               | Lega per Salvini Premier                                | 34 728  | 7,13  | 1 | 181 150 | 37,19 | 3 |  |  |
|                               | Noi Moderati                                            | 3 745   | 0,77  | – | 181 150 | 37,19 | 3 |  |  |
|                               | Movimento 5 Stelle                                      | 151 744 | 31,15 | 2 | 151 744 | 31,15 | – |  |  |
|                               | Partito Democratico - Italia Democratica e Progressista | 60 985  | 12,52 | 1 | 88 344  | 18,14 | – |  |  |
|                               | Alleanza Verdi e Sinistra                               | 9 734   | 2,00  | – | 88 344  | 18,14 | – |  |  |
|                               | +Europa                                                 | 9 260   | 1,90  | – | 88 344  | 18,14 | – |  |  |
|                               | Impegno Civico – Centro Democratico                     | 8 365   | 1,72  | – | 88 344  | 18,14 | – |  |  |
|                               | Noi di Centro – Europeisti                              | 23 869  | 4,90  | – | 23 869  | 4,90  | – |  |  |
|                               | Azione - Italia Viva                                    | 21 801  | 4,48  | – | 21 801  | 4,48  | – |  |  |
|                               | Unione Popolare                                         | 6 137   | 1,26  | – | 6 137   | 1,26  | – |  |  |
|                               | Italexit                                                | 5 404   | 1,11  | – | 5 404   | 1,11  | – |  |  |
|                               | Italia Sovrana e Popolare                               | 3 510   | 0,72  | – | 3 510   | 0,72  | – |  |  |
|                               | Partito Comunista Italiano                              | 3 341   | 0,69  | – | 3 341   | 0,69  | – |  |  |
|                               | Partito Animalista – UCDL – 10 Volte Meglio             | 1 799   | 0,37  | – | 1 799   | 0,37  | – |  |  |
| Totale                        | Totale                                                  | 487 099 | 100   | 5 | 487 099 | 100   | 3 |  |  |
|                               |                                                         |         |       |   |         |       |   |  |  |
| Voti non validi               | Voti non validi                                         | 23 707  | 4,64  |   |         |       |   |  |  |
| Votanti                       | Votanti                                                 | 510 806 | 54,53 |   |         |       |   |  |  |
| Elettori                      | Elettori                                                | 936 673 |       |   |         |       |   |  |  |
|                               |                                                         |         |       |   |         |       |   |  |  |
| Data: 25 settembre 2022       |                                                         |         |       |   |         |       |   |  |  |
| Fonte: Ministero dell'interno |                                                         |         |       |   |         |       |   |  |  |

### Eletti

#### Eletti nei collegi uninominali
Eletti nella coalizione di centro-destra (FdI - Lega - FI - NM)
| Collegio uninominale | Eletto | Eletto                    | Partito           |
| -------------------- | ------ | ------------------------- | ----------------- |
| 1. Aversa            |        | Gerolamo Cangiano         | Fratelli d'Italia |
| 2. Caserta           |        | Carmen Letizia Giorgianni | Fratelli d'Italia |
| 3. Benevento         |        | Francesco Maria Rubano    | Forza Italia      |

#### Eletti nella quota proporzionale
| Movimento 5 Stelle               | Fratelli d'Italia | Partito Democratico-IDP | Lega            |
| -------------------------------- | ----------------- | ----------------------- | --------------- |
|                                  |                   |                         |                 |
| Enrica Alifano Agostino Santillo | Marco Cerreto     | Stefano Graziano        | Gianpiero Zinzi |